# 曲卓木乡
曲卓木乡（藏語：ཆུ་དྲོ་མོ，威利转写：chu dro mo），是中华人民共和国西藏自治区山南市错那市下辖的一个乡镇级行政单位。

## 行政区划
曲卓木乡下辖以下地区：
塔嘎村、郭麦村、曲卓木村和洞嘎村。